# Nikolai-Denkmalhalle

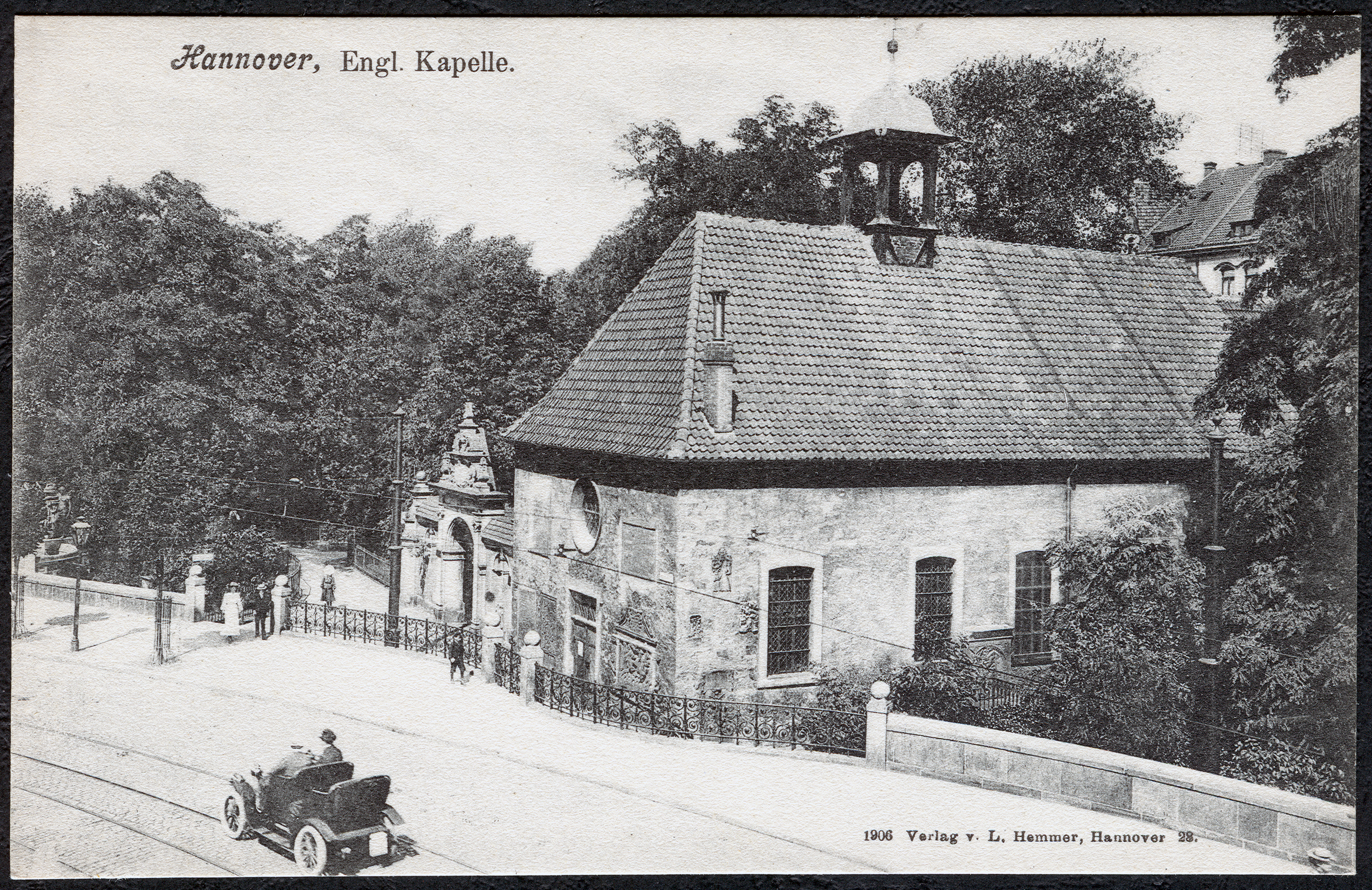
Der Denkmalhof, auch Nikolai-Denkmalhalle genannt, 1906 links neben der seinerzeit von der englischen Gemeinde genutzten, unzerstörten Nikolaikapelle, ganz links das Hölty-Denkmal
Ansichtskarte Nummer 28, mit Automobil, von Ludwig Hemmer

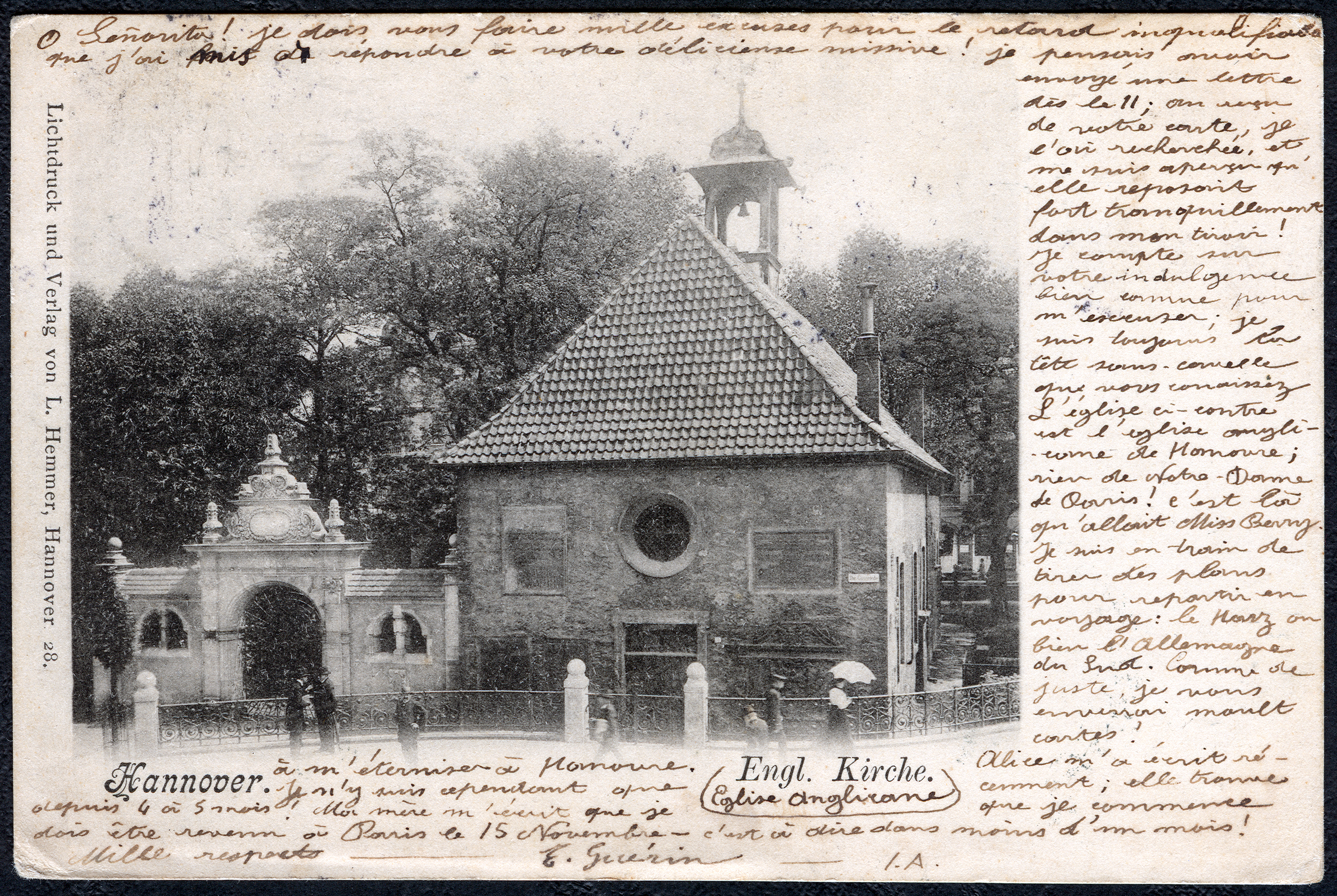
Die „Englische Kirche“ mit der Denkmalhalle hinter erhöhtem Ziergitter und Spaziergängern;
weitere Ansichtskarte mit der Nummer 28 von Hemmer, Lichtdruck

Die Nikolai-Denkmalhalle in Hannover, schlicht auch Denkmalhof genannt, war ein Ende des 19. Jahrhunderts nördlich der Nikolaikapelle errichtetes Gebäude zum Schutz wertvoller Grabmäler vor Witterungseinflüssen und anderen Gefährdungen. Für diesen Zweck wurden kulturhistorisch und stadtgeschichtlich bedeutende Grabsteine und Denkmäler in eine verschließbare Halle transloziert und konnten dennoch im Bereich des Areals des Alten St. Nikolai-Friedhofes verbleiben. Die kurz vor der Wende zum 20. Jahrhundert entfalteten Aktivitäten standen für einen ersten „bewußten denkmalpflegerischen Umgang mit dem Nikolai-Friedhof, seinen Grabmalen und Bauwerken als historisches, bewahrungswürdiges Kulturgut.“

## Geschichte und Beschreibung
1890 verkaufte das Nikolai-Stift ihren alten Grundbesitz an der Goseriede an die Stadt Hannover, darunter auch das seit 1866 aufgelassene Friedhofsgrundstück. In der Folge entwarf der hannoversche Stadtgartendirektor Julius Trip ab 1896 verschiedene Pläne zur Umgestaltungen der Anlage zu einer Parklandschaft mit Bepflanzungen und einer Wegeführung, die die bisherige strenge Symmetrie aufbrach und sich eher an den historischen Grabmälern orientierte.
Im Zusammenhang mit der Neugestaltung des Nikolai-Friedhofes zu einer Parkanlage entstand auch der Denkmalhof, die der Architekt Otto Lüer im Stil des Historismus entwarf. Die hohen Mauern der Nikolai-Denkmalhalle mit ihren ausladenden Überdachungen umfassten danach einen hofartigen Bereich, der durch einen mit historisierenden Stilelementen gestalteten Eingangsbereich betreten werden konnte. Der Torbogen erfuhr eine besondere Ausgestaltung durch ein schmiedeeisernes, perspektivisches Torgitter, das zum Schutz vor unbefugtem Zugang geschlossen werden konnte.
Im Zuge der Bauarbeiten für den Denkmalhof entstand auch das Hölty-Denkmal.
In der Nikolai-Denkmalhalle waren zahlreiche wertvolle Grabmale aufgestellt, darunter Werke der Renaissance-Bildhauer Jeremias Sutel und Peter Köster. Im Besitz des Historischen Museums Hannover finden sich mehrere Fotografien des Denkmalhofes aus der Zeit „um 1900“, die das Ensembledenkmal inmitten üppig wuchernder Grünpflanzen zeigen.
In den Plänen von Julius Trip und Otto Lüer wie auch deren Umsetzung offenbarte sich, wie der Bauhistoriker Paul Zalewski später beschied, ein erstes „verantwortungsbewusstes und rücksichtsvolles Denken und Handeln“ im Umgang mit hannoverschen Kulturgütern.
Während der Luftangriffe auf Hannover im Zweiten Weltkrieg wurde die Denkmalhalle zerstört.
In der Nachkriegszeit führte Hanns Mahrenholtz und seine Ehefrau in den Jahren von 1950 bis 1952 eine sorgfältige und gründliche Inventarisierung aller vorgefundenen Grabsteine durch, unter anderem auch Abschriften der Inschriften und Lageskizzen. Schließlich erfolgte 1953 der Teilabriss des Kirchenschiffes der Nikolaikapelle: Im Zuge der „Autogerechten Stadt“ hatte der Plänen des Stadtplaner Rudolf Hillebrecht aus verkehrsplanerischen Gründen eine Verbreiterung der Goseriede erwirkt, deren Fahrspuren ebenso wie die verlängerte Celler Straße nun auch über Teile des Alten St.-Nikolai-Friedhofes gelegt wurden.